# Ndonga (Bibemi)
Ndonga est un village du Cameroun situé dans le département de la Bénoué et la région du Nord. Il fait partie de la commune de Bibémi. Ndonga est entouré par les villages de Famoure Tongo (s.-o.), Faltikou (n.) et Tchakare et Famou (e.). Le Plan Communal de Développement de Bibémi prévoyait à Ndonga la construction de puits, d’un magasin de stockage de produits secs, ainsi que la création d’un poste agricole et l’ouverture de 3 salles de classe.  

## Population
Selon le Plan Communal de Développement de Bibémi daté de Mai 2014, la localité comptait 830 habitants. Le nombre d’habitants était de 1126 selon le recensement de 2005.